# Leekster Hoofddiep
Le Leekster Hoofddiep est un canal néerlandais de la province de Groningue.

## Géographie
Le Leekster Hoofddiep relie Zevenhuizen au lac de Leekstermeer, en passant par le centre de Leek. Toutefois, le tronçon traversant le centre de Leek a été comblé.
Le long du canal se situent les villages de Tolbert, Nietap et Zevenhuizen, le domaine de Nienoord et les hameaux de Diepswal, Oostindië et Terheijl.

## Histoire
Le canal a été construit vers 1560 à la commande de Wigbold van Ewsum fils, pour l'évacuation des eaux de la région et comme liaison fluviale pour le transport de la tourbe. Après avoir fondé le domaine de Nienoord en 1525, il voulait développer la commercialisation de l'exploitation des tourbières. Il avait besoin du Leekster Hoofddiep pour relier ses tourbières aux marchés, notamment celui de Groningue. Ainsi, le Leekster Hoofddiep fut le premier canal de Groningue qui servait à l'exploitation et la commercialisation des tourbières.

## Source
- (nl) Cet article est partiellement ou en totalité issu de l’article de Wikipédia en néerlandais intitulé « Leekster Hoofddiep » (voir la liste des auteurs).